# Yvonne Haková
Yvonne Haková (* 30. června 1986, Alkmaar, Nizozemsko) je nizozemská atletka, jejíž specializací je běh na 800 metrů.

## Kariéra
Mezinárodní kariéru započala v roce 2006 na mistrovství Evropy v krosu v italském San Giorgio su Legnano, kde v kategorii do 22 let v závodě na necelých šest kilometrů (5,975 km) skončila na předposledním, 63. místě.
V roce 2009 skončila na halovém ME v italském Turíně ve druhém semifinálovém běhu na šestém, posledním místě a do finále půlky nepostoupila. Na ME družstev 2009 v norském Bergenu pomohla Nizozemsku k celkovému čtvrtému místu. V běhu na 800 metrů předvedla nejrychlejší čas ze dvanácti závodnic 2:01,50 a byla odměněna dvanácti body. Ve štafetě na 4×400 metrů skončila na třetím místě.
O rok později zvítězila v čase 2:00,53 na ostravském mítinku Zlatá tretra. Na ME družstev 2010 (1. liga) v Budapešti zaběhla třetí nejrychlejší půlku z dvanácti závodnic a Nizozemsku dopomohla k šestému místu.
Největší úspěch své kariéry zaznamenala na mistrovství Evropy v Barceloně, kde vybojovala stříbrnou medaili. Ve finále trať zaběhla v novém osobním rekordu 1:58,85 a nestačila jen na Rusku Mariju Savinovovou, která byla o 63 setin sekundy rychlejší. V únoru roku 2017 však bylo sděleno, že ruské běžkyni byl udělen 4letý zákaz činnosti, a to zpětně běžící od roku 2015, a musí navrátit všechny získané medaile z MS 2011 i 2013, ME 2010 a LOH v Londýně 2012. Haková se tak po sedmi letech stala mistryní Evropy.